# Smaki Podhala

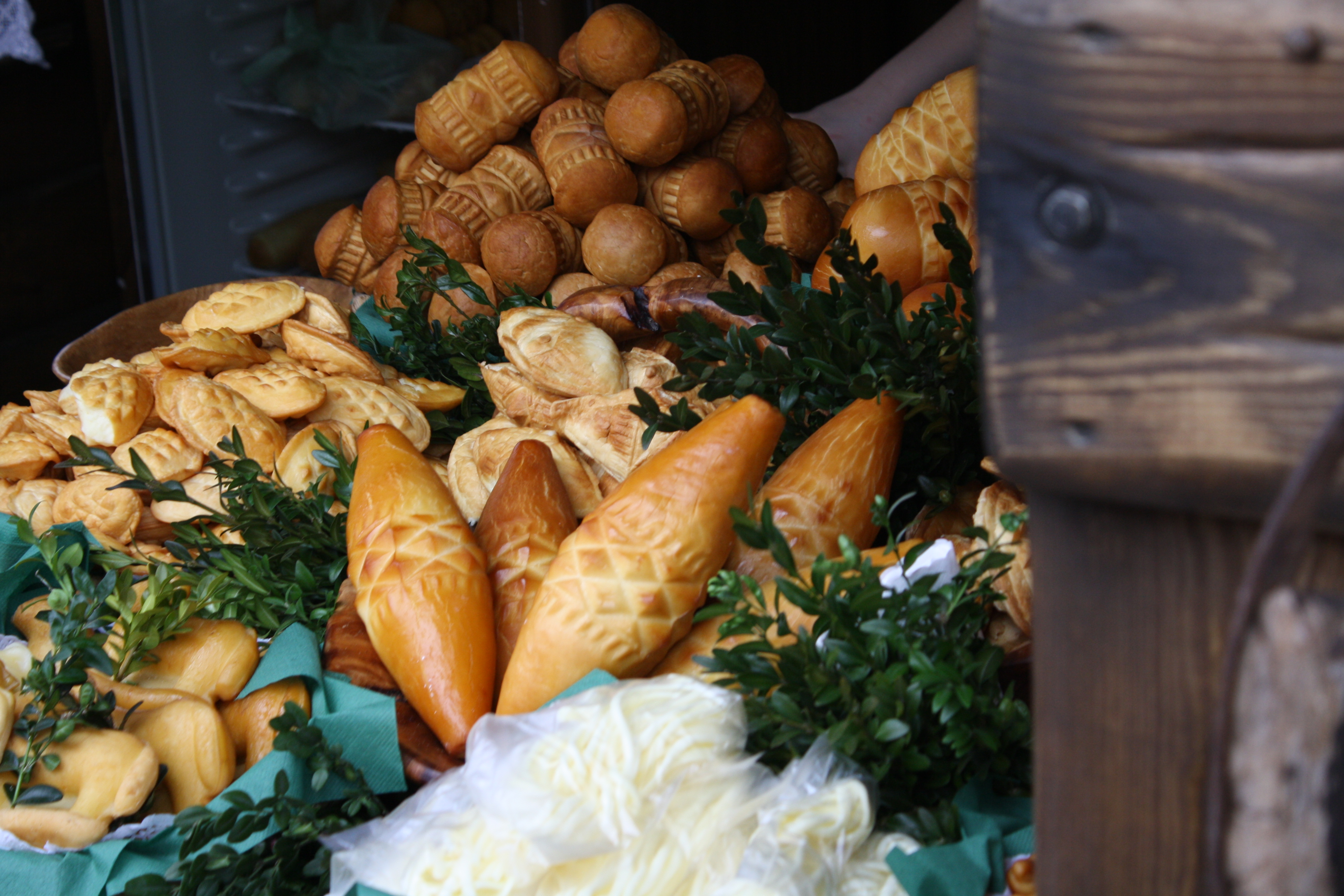
Oscypki

Smaki Podhala – polski turystyczny szlak kulinarny przebiegający przez teren Podhala.

## Charakterystyka
Projekt (współfinansowany m.in. przez Szwajcarię) powstał w 2013 i ma na celu wypromowanie rozwoju lokalnej przedsiębiorczości i przetwórstwa podhalańskiego w oparciu o partnerską inicjatywę edukacji ekonomicznej mieszkańców oraz regionalny system marketingu produktów z Małopolski. Skupia lokale gastronomiczne, hotele i gospodarstwa agroturystyczne w liczbie trzydziestu, które serwują potrawy regionalnej kuchni, m.in. sery (oscypki), jagnięcinę podhalańską, śliwowicę, czy pstrągi.

## Zasięg
Szlak prowadzi przez następujące miejscowości i gminy: Zakopane, Biały Dunajec, Bukowina Tatrzańska, Kościelisko, Poronin i Szaflary.